# Melanagromyza longibucca
Melanagromyza longibucca är en tvåvingeart som beskrevs av Spencer 1959. Melanagromyza longibucca ingår i släktet Melanagromyza och familjen minerarflugor.
Artens utbredningsområde är Zimbabwe. Inga underarter finns listade i Catalogue of Life.